# Florian Oest
Florian Oest (* 25. August 1987 in Görlitz) ist ein deutscher Politiker der CDU und seit 2025 Mitglied des Deutschen Bundestages.

## Leben
Oest legte 2007 das Abitur am Joliot-Curie-Gymnasium in Görlitz ab. Anschließend studierte er Rechtswissenschaft an der Technischen Universität Dresden und erwarb 2011 den Bachelor of Laws sowie 2014 den Master of Laws. Darüber hinaus absolvierte er ein berufsbegleitendes Studium an der HHL Leipzig Graduate School of Management, das er 2018 mit dem Master of Business Administration abschloss.
Von 2014 bis 2018 war Oest als Referent der Geschäftsleitung in einem mittelständischen Unternehmen tätig. Anschließend arbeitete er von 2018 bis 2025 als Referent in den Sächsischen Staatsministerien des Innern sowie für Infrastruktur und Landesentwicklung.

## Politik
Florian Oest engagierte sich früh in der Jungen Union und war von 2015 bis 2021 Mitglied im Landesvorstand der Jungen Union Sachsen und Niederschlesien, ab 2019 als Landesvorsitzender. Seit 2019 ist er Vorsitzender der CDU im Landkreis Görlitz sowie Kreisrat. Zudem gehört er seitdem dem erweiterten Landesvorstand der Sächsischen Union an.
Bei der Bundestagswahl 2025 kandidierte Oest im Wahlkreis 156 für ein Direktmandat, unterlag aber mit 24,2 % der Erststimmen Tino Chrupalla von der AfD.
Durch Platz 7 der Landesliste Sachsen zog er in den Deutschen Bundestag ein und wurde im März 2025 Mitglied des Deutschen Bundestages. Im 21. Deutschen Bundestag ist Oest ordentliches Mitglied im Innenausschuss und im Ausschuss für Forschung, Technologie, Raumfahrt und Technikfolgenabschätzung sowie stellvertretendes Mitglied im Verkehrsausschuss.